# Il viale della speranza
Il viale della speranza è un film del 1953 diretto da Dino Risi.

## Trama
Il viale della speranza è la via Tuscolana, che collega il centro di Roma a Cinecittà. La via è percorsa quotidianamente in tram da una variopinta folla di persone che lavorano o vorrebbero lavorare nel cinema, vivendo nel frattempo in una modesta quotidianità molto lontana dai lussi e dalla celebrità degli attori e dei registi più affermati.
Fra loro spiccano le figure di Franca e Luisa, attrici alle prime armi, Tonino, aspirante regista, e Mario, operatore. Si aggiunge Giuditta, ingenua ragazza giunta a Roma da Sassuolo, talmente infatuata del mondo del cinema da considerarsi la nuova Anna Magnani. I giovani vivono alla giornata, condividendo una modesta pensione, e sperando di fare prima o poi l'incontro giusto. L'occasione sembra presentarsi durante un ricevimento a casa del produttore Franzi. Roberto, il figlio di quest'ultimo, si innamora di Luisa, la quale rompe il precedente fidanzamento con Mario dopo averlo visto in atteggiamento compromettente con Franca; però è proprio Franca che sembra sulla buona strada per sfondare, in quanto notata dal ricco palazzinaro Falcioni, che intende dedicarsi alla produzione cinematografica soprattutto per poter ottenere i favori delle giovani attrici.
Franzi rimane ostile a Luisa e non crede al sentimento fra lei e suo figlio; così lei e Giuditta sono costrette ad adattarsi a interpretare una modesta pubblicità di impermeabili, per la regia di Tonino, e a frequentare improbabili scuole di recitazione. Franca invece, divenuta l'amante di Falcioni, ottiene facilmente delle scritture; però in breve la ragazza si stanca del mondo del cinema, che comporta più lavoro e fatica di quanto lei avesse previsto, e del resto non appare affatto dotata per la recitazione, trovandosi a disagio anche nella sua prima parte, quella di un'infermiera a cui spettano solo poche battute.
Alla fine è Luisa, dotata di maggior talento, a ottenere la parte dell'infermiera; Franzi si convince delle sue capacità e si mostra disposto ad appoggiare tanto la sua carriera quanto il suo fidanzamento con Roberto. Giuditta, raggiunta a Roma dal rustico fidanzato sassolese, decide di abbandonare i sogni di gloria per tornare alla tranquilla vita di provincia. Anche Franca smette con il cinema, e dopo aver lasciato Falcioni si lega a un industriale della seta, scegliendo per il futuro la più comoda attività di mantenuta.

## Produzione
Prodotto da Antonio Mambretti per la Mambretti Produzioni Cinematografiche, il film fu girato negli studi di Cinecittà.

## Accoglienza

### Incassi
Incasso accertato sino al 31 marzo 1959: Lit. 106.041.473.